# هاجیمه سایتو
هاجیمه سایتو (به ژاپنی: 斎藤 一 Saitō Hajime); ۱۸ فوریهٔ ۱۸۴۴ – ۲۸ سپتامبر ۱۹۱۵) عضو شینسنگومی بود.

## ارتباط با شینسنگومی
۱۳ مرد، در ۱۰ مارس ۱۸۶۳، از جمله سریزاوا کامو و کوندو ایسامی، گروه میبوروشی-گومی، سلف شینسنگومی، را تشکیل دادند. در همان روز، ۱۱ مرد از جمله سایتو هاجیمه به این گروه پیوستند و تحت حمایت ماتسودایرا کاتاموری، ارباب آیزو و محافظ کیوتو، قرار گرفتند. هنگامی که مدیران شینسنگومی انتخاب شدند، سایتو در سن ۲۰ سالگی به عنوان معاون فرمانده انتخاب شد. در سوابق شینسنگومی، که بعداً برای آماده‌سازی برای دومین اردوکشی چوشو سازماندهی مجدد شدند، او به عنوان رهبر واحد سوم شینسنگومی ظاهر می‌شود و همچنین به عنوان مربی شمشیربازی خدمت کرده است.
سایتو هاجیمه شمشیرزنی چیره دست بود که ناگاکورا شینپاچی او را «شمشیر شکست‌ناپذیر» و «یکی از قوی‌ترین شمشیرزنان شینسنگومی» توصیف کرده بود. یک نظریه این است که او کسی بود که بیشترین تعداد افراد را در واحد خود کشته بود و در طول ماموریت‌هایش در ادو حتی یک خراش هم برنداشت. اگرچه او مردی کم حرف بود، اما در مأموریت‌های ویژه مانند جاسوسی و ترور نیز مهارت داشت. (او در سپتامبر ۱۹۱۵ در هونگو، توکیو، در سن ۷۲ سالگی درگذشت.)